# Ziphius (fabeldier)
De ziphius is een fabeldier. Het is een wateruil zo groot als een walvis, met een V-vormige snavel en een enorme mond. Het valt elk schip aan dat in de buurt komt. De ziphius is de naamgever van de Dolfijn van Cuvier (Lat. Ziphius cavirostris).